# Yé-yé
Yé-yé byl styl pop music, který se vynořil z jižní Evropy na počátku 60. let. Termín „yé-yé“ byl odvozen z anglického výrazu „yeah! yeah!“, popularizovaného britskými beatovými kapelami, jako jsou Beatles. Styl se rozšířil po celém světě v důsledku úspěchu osobností, jako jsou francouzští písničkáři Sylvie Vartanová, Serge Gainsbourg a Françoise Hardyová. Yé-yé byla zvláštní formou kontrakultury, která se nejvíce inspirovala britským a americkým rokenrolem.